# حاجی نبی (هیرمند)
حاجی نبی، روستایی است از توابع بخش مرکزی شهرستان هیرمند در استان سیستان و بلوچستان ایران.

## جمعیت
این روستا در دهستان جهان‌آباد قرار داشته و براساس سرشماری سال ۱۳۸۵جمعیت آن ۲۲نفر (۷خانوار) بوده‌است.